# Unterpräfektur Santo Amaro
Die Unterpräfektur Santo Amaro, amtlich portugiesisch Subprefeitura de Santo Amaro, ist eine von 32 Unterpräfekturen der brasilianischen Stadt São Paulo. Die Verwaltungseinheit liegt in der Zona Centro-Sul und war bis zu ihrer Eingemeindung im Jahre 1935 eine eigenständige Stadt. Zur Unterpräfektur gehören neben dem namensgleichen Distrikt Distrito de Santo Amaro auch die Distrikte Campo Belo und Campo Grande. Die Einwohnerzahl betrug im Jahre 2010 238.025 Personen auf einer Fläche von 37,5 km².
Santo Amaro ist ein Teil von São Paulo, in dem sich in der Vergangenheit die meisten deutschen Einwanderer São Paulos ansiedelten. Bis 1830 siedelten sich hier und im Umland etwa 7000 Deutsche an, vor allem aus dem Hunsrück, dem Saarland, Rheinhessen und der Pfalz. Heute ist Santo Amaro eines der wirtschaftlichen Zentren der Stadt mit vergleichsweise hohen Mieten und Grundstückspreisen.
Die Präfektur untersteht einem ernannten Unterpräfekten (Subprefeito), dem Koordinatoren für verschiedene Sachbereiche zur Seite stehen. Unterpräfektin für Santo Amaro ist mit Stand 2018 Janaina Lopes de Martini.

## Bevölkerungsentwicklung
Quelle: